# Abdullah ibn Abbas
Abd Allâh ibn Abbas (arabe : عَبْد الله إِبْن عَبَّاس), né vers 619 et mort vers 687-688, est le fils d'Al-‘Abbas ibn ‘Abd al-Muttalib et est un cousin paternel de Mahomet, Il est respecté par les musulmans pour ses connaissances. Il est un des premiers experts du Coran, ainsi que de la Sunna.
'Abd Allah ibn Abbas est connu pour sa connaissance des traditions et son interprétation du Coran. Dès le début de sa vie, il rassemble des informations auprès d'autres compagnons de Mahomet et écrit des commentaires. Il est parfois vu comme le père de l'exégèse coranique.
Il est aujourd'hui difficile de retrouver, sous les strates de rédaction de sa biographie, son être historique. Néanmoins, la mise en place de sa figure comme mythe a fait l'objet de plusieurs études.

## Approche historique

### Historiographie d'Ibn Abbas
Les recherches sur les traditions, en particulier, par l'école allemande ont mis en valeur des contradictions dans les propos qui lui sont attribués. Si les premières recherches cherchaient à dissocier l'authentique de l'apocryphe, les études récentes voient davantage en lui une autorité servant à garantir une transmission. Ces attributions postérieures à Ibn Abbas, sont, pour Tilman Nagel, un moyen de légitimer les abbassides,.
Pour Comerro, à propos d'Ibn Abbas, "Depuis Aristote, histoire et fiction sont distinguées par une coupure épistémologique : d’une part, l’histoire comme science qui répond à des conditions d’objectivité et de vérité ; d’autre part, le récit traditionnel ou mythique. Cette coupure fondatrice, sans être remise en cause, se trouve pourtant repensée dans la recherche contemporaine, parce que le mythe devient objet d’histoire, et parce que l’écriture de l’histoire relève elle-même de la narration." En cela, l'auteur s'intéresse davantage à la construction de la figure d'Ibn Abbas plutôt qu'à celle-ci.

### Historicité des biographies
Le corpus des écrits traitant Ibn Abbas est important. Cl. Gilliot a particulièrement étudié les ahbar 'abbasiens d'Ibn Sa'd, l'un des plus anciens. Pour l'auteur, sa vie est transmise par de petites unités textuelles, « des récits qui ont « réussi » ». Toutes n'ont pas eu le même bonheur, certaines ont été probablement définitivement écartées, d'autres ont « tenté leur chance » et subsistent dans des « versions périphériques »  qualifiées de « faibles » ». Gilliot rappelle que ces traditions forment un miroir de la communauté. Sont, par exemple, données à Ibn Abbas les savoirs (commentaires coraniques, poésie…) que la communauté, à un temps donné, a mis au premier plan.
Pour l'auteur, « Certes, ces ahbar nous parlent aussi d'un individu ayant réellement existé, mais en projetant sur lui un certain nombre de pratiques et de représentations culturelles d'époques diverses ; c'est pourquoi, il est licite de parler à propos d'IA de « portrait mythique » ».
V. Commero fait pourtant remarquer que certains écrits comme le Akhbâr al-Dawla l-‘Abbâsiyya  ou plus reccement,  celui d'al-Maqrîzî (m. 845/1442), al-Nizâ‘ wa l-takhâṣum fîmâ bayna Banî Umayya wa Banî Hâshim, montre un Ibn Abbas échappant à sa figure d'exemplum. Si ces écrits ne fournissent pas obligatoirement une vérité historique, elles n'en sont pas moins intéressantes qu'elles s'éloignent de la vision stéréotypée. Pour l'auteur, « l'homme de chair et d'os, l'individu Ibn ‘Abbâs, nous échappe définitivement, mais sa figure historique peut-être pas. ».

## Biographie traditionnelle
Ibn Abbas nait trois ans avant l'hégire, d'une mère déjà convertie à l'islam. Il était le fils d'un riche marchand, Abbas ibn Abd al-Muttalib, et fut pour cette raison appelé Ibn Abbas (fils d'Abbas). Sa mère Umm al-Fadl Lubaba était fière d'être la seconde femme à s'être convertie à l'islam, le même jour que son amie Khadija bint Khuwaylid, première femme de Mahomet[source insuffisante]. Abbas ibn Abd al-Muttalib et le père de Mahomet étaient demi-frères : ils avaient le même père, Chayba ibn Hashim, plus connu sous le nom d'Abd al-Muttalib (fils d'Hachim ibn Abd Manaf, progniteur du clan des Banu Hashim, une tribu Quraysh de la Mecque).[réf. nécessaire]
Dès sa jeunesse, il s'adonne à l'étude et à la compilation des informations sur Mahomet. Fort de ses connaissances, il se mit à enseigner.  
Au début des luttes pour le califat, il apporta son soutien à Ali et fut nommé gouverneur de Bassorah. Il participa à plusieurs campagnes militaires. Il se retira peu après à La Mecque. Pendant le règne de Muawiyah Ier, il habita dans le Hedjaz et se rendit souvent à Damas. Après la mort de Muawiyah, il s'est enfui à Ta'if, où il est décédé vers 687 de notre ère.

### Ses étudiants et ses héritiers intellectuels
On trouve parmi ses élèves :
- Ikrima son serviteur et plus grand élève.
- Moudjahid ibn Jabr al-Makki (d. 722) est son héritier dans le Tafsir
- Al-Rabi ibn Khuthaym (en) (d. 682)[7]
- Al-Qasim ibn Muhammad ibn Abi Bakr (en) (d. 726)
- `Ata' ibn Abi Rabah (en), (d. 732)
- Tawus ibn Kaysan (en) (d. 724) devint l'élève de 'Ali ibn Hussayn ('Ali Zayn al-Abidin) après Ibn `Abbas[8],
- Wahb ibn Munabbih (en)[9] (d. 725/737 (110/114 AH))

## Héritage et postérité
(septembre 2019).
Lorsque le savoir de Abd Allâh s’accrut, sa réputation s’agrandit par là même. Masruq ibn al-Ajda' (en) dit à propos de lui[source insuffisante]:

« Chaque fois que je voyais Ibn Abbas, je disais : Il est le plus beau des hommes. Lorsqu'il parlait, il était le plus éloquent des hommes. Et lorsqu'il tenait une conversation, je disais : Il est le plus savant des hommes. »

Il a un fils Ali ibn Abdillah qui meurt en 735. La dynastie des Abbassides vient de la descendance d'Ibn Abbas et remplacera la dynastie des Omeyyades. Ibn Abbas est très respecté par les chiites et les sunnites. Cependant, les chiites furent combattus pour leurs hérésie durant la dynastie des Abbassides.

### Dans le sunnisme
Les sunnites le considèrent comme le plus savant des compagnons dans le Tafsir[réf. nécessaire]. Un livre intitulé Tanwir al-Miqbas min Tafsir Ibn `Abbas sur le Tafsir, contient toutes les explications nécessaires pour comprendre qu'il faut revenir à Ibn Abbas. Parmi tous les récits transmis par Ibn Abbas, 1660 ont été considérés comme authentiques par Boukhari et Muslim, auteurs de deux célèbres recueils de hadiths considérés comme authentiques (Sahîh),.
En ce qui concerne le verdict de Ibn Abbas en faveur du zawaj al-mut`a (mariage temporaire), la plupart des sunnites disent qu'Ali ibn Abi Talib l'a corrigé sur la question, il est prouvé qu'Ibn Abbas a gardé sa position sur la licéité du mariage mut'a jusqu'à son dernier jour dans le hadith de Ibn al-Zubayr et le mut`a.
Les sunnites le décrivent ainsi:

« ...le courage de Abdullah a montré qu'il a préférait la paix à la guerre, et la logique plutôt que la force et la violence. Cependant, il n'est pas seulement connu pour son courage, sa perspicacité ou son savoir gigantesque mais aussi pour sa grande générosité ainsi que de son hospitalité. Certains de ses contemporains ont dit de lui: "Nous n’avons jamais vu une maison plus fournie en nourriture, ou en boisson, ou en fruits ou même en savoir que celle de Ibn Abbas !"
Il ressentait un intérêt sincère et durable pour les gens. Il était attentionné et prévenant. Une fois, il dit : " Lorsque j’ai réalisé l’importance d’un verset du Livre d'Allah 'azza wa djal, je prie pour que tout le monde sache ce que je sais !"
"Lorsque j’entends parler d’un dirigeant musulman qui distribue et partage équitablement et qui règne justement, je suis heureux à son égard et prie pour lui..."
"Lorsque j’entends dire que des pluies s’abattent sur la terre des musulmans, cela me remplit de joie..."
Abdullah ibn Abbas était constant dans ses dévotions. Il multipliait le jeûne surérogatoire dans l’année et passait souvent ses nuits en prières. Il pleurait lors de ses prières et lorsqu'il récitait le Coran. Et quand il récitait des versets parlant de la mort, de la résurrection et de la vie dans l’au delà, sa gorge se resserrait et de profonds sanglots lui rendaient la récitation difficile. »

### Dans le chiisme
Les chiites considèrent Ibn Abbas comme un compagnon du Prophète, d'Ali et d'Al-Hassan, ayant accompagné ces deux derniers lors des batailles du chameau, de Siffin et de Nahrawân, faisant ainsi preuve de loyauté envers la famille alide. Des savants duodécimains comme Ibn al-Moutahar al-Hilli, Ibn Dawoud al-Qomi ou Mohammad-Taqi Chouchtari (en) se sont fendus de commentaires élogieux à son égard, le dernier allant même jusqu'à affirmer qu'il est le meilleur homme de l'Oumma « après Le Prophète, les Douze imams, Hamza et Ja'far ». 
Des sources chiites mentionnent qu'après l'assassinat d'Ali, Ibn Abbas appela le peuple à prêter allégeance à son fils Al-Hassan en disant : « Les gens, c'est le fils de la fille de votre prophète et dépositaire de votre imam, prêtez-lui donc allégeance », ce à quoi le peuple répondit : « Il nous est le plus aimé et le plus méritant du califat » avant de lui prêter allégeance (bay'a). Enfin, Ibn Abbas était partisan d'Al-Hussein bien qu'il désapprouvait son insurrection contre Yazid. 